# Dagny Torbrand
Agnes Dagny Josefina Torbrand, född 21 januari 1910 i Ludvika, död 14 januari 1992, var en svensk kulturgeograf.
Torbrand, som var dotter till fabrikör David Önnerstad och Agnes Björkling, avlade kansliexamen i Stockholm 1933, blev filosofie magister 1951, filosofie licentiat 1959, filosofie doktor 1963 och docent i geografi, särskilt kulturgeografi med ekonomisk geografi, vid Stockholms universitet 1964. Hon var anställd vid Stockholms stad 1932–1935, Socialstyrelsen 1935–1944, var adjunkt i Karlskrona och Malmö 1951–1961, lektor i Malmö och Stockholm 1962–1967, blev universitetslektor i kulturgeografi vid Stockholms universitet 1967 (extra 1964) och vid Linköpings högskola/universitet 1970–1977. 
Torbrand var redaktör för tidskriften Ymer 1964–1980 och ordförande i Svenska sällskapet för antropologi och geografi 1970–1972. Hon ingick 1938 äktenskap med kommendörkapten Gunnar Torbrand (1911–1954).